# Güttingen
Güttingen es una comuna suiza del cantón de Turgovia, situada en el distrito de Kreuzlingen. Limita al noreste con las comunas de Stetten (DE-BW), Hagnau am Bodensee (DE-BW) y Immenstaad am Bodensee (DE-BW), al sureste con Kesswil, al sur con Sommeri y Langrickenbach, y al oeste con Altnau.

## Transportes
Ferrocarril